# 坂下町 (横浜市)
坂下町(さかしたちょう)は、神奈川県横浜市磯子区の町名。丁番を持たない単独町名である。住居表示実施済み区域。郵便番号は235-0003（集配局：磯子郵便局）。

## 地理
磯子区の北部に位置する。堀割川の左岸にあたる。北で馬場町、東で中区寺久保、西で堀割川を跨いで滝頭、南で下町と接する。町内は大半が平地であるが、東端に南北に走る崖があり、ここで警察署の管轄が分かれる。東の高台は山手警察署の管内で、戦後米軍に接収され根岸住宅地区となっている。西側大部分を占める平地は磯子警察署の管内で、住宅地になっている他、坂下疎開道路沿いには商店街が形成されている。堀割川沿いにかつて横浜耐火煉瓦などの工場があった場所には現在は自動車販売店などが並んでいる。

### 河川
- 堀割川 - 西辺を南流する人工河川。町内の西端に坂下橋があり、対岸は国道16号となっている。

## 歴史

### 沿革
- 1874年（明治7年） - 堀割川完成。
- 1889年（明治22年）4月1日 - 町村制施行により、根岸村が村制施行。
- 1901年（明治34年）4月1日 - 横浜市に編入。
- 1923年（大正12年） - 関東大震災で堀割川などが被災。
- 1927年（昭和2年）10月1日 - 区制施行。磯子区西根岸町字坂下となる。
- 1928年（昭和3年） - 堀割川復興工事完了。現在の石積みの護岸ができあがる[6]。
- 1933年（昭和8年）4月1日 - 西根岸町廃止。字坂下から西根岸坂下町を新設[7][8]。字坂下の一部は字馬場とともに西根岸馬場町（現在の馬場町）を新設。
- 1944年（昭和19年）頃 - 空襲による延焼防止のため建物疎開を実施し、町内を南北に貫く根岸疎開道路と、東西に貫く坂下疎開道路が完成。
- 1947年（昭和22年） - 高台が「エリヤX」として米軍に接収される。現在の根岸住宅地区[9]。
- 1964年（昭和39年） - 国鉄根岸線開通に伴い、横浜市営バス78系統開設。町内をバスが通るようになる。
- 1965年（昭和40年）7月1日 - 住居表示の実施（磯子区根岸地区）[10]に伴い、西根岸坂下町から坂下町に町名変更[7]。
- 1993年（平成5年） - 根岸公設市場廃止。
- 2002年（平成14年） - 坂下橋架け替え完成。
- 2004年（平成16年） - 日米合同委員会において、根岸住宅地区の返還が合意された[9]が、2012年8月現在、具体的な返還時期については決まっていない。
- 2006年（平成18年） - 横浜市根岸集会所廃止。
- 2009年（平成21年） - 横浜坂下郵便局が町内の馬場町寄りから下町寄りに移転。

## 世帯数と人口
2025年（令和7年）6月30日現在（横浜市発表）の世帯数と人口は以下の通りである。
| 町丁   | 世帯数  | 人口    |
| ------ | ------- | ------- |
| 坂下町 | 642世帯 | 1,271人 |

### 人口の変遷
国勢調査による人口の推移。
| 年                 | 人口  |
| ------------------ | ----- |
| 1995年（平成7年）  | 1,143 |
| 2000年（平成12年） | 1,104 |
| 2005年（平成17年） | 1,115 |
| 2010年（平成22年） | 1,118 |
| 2015年（平成27年） | 1,234 |
| 2020年（令和2年）  | 1,314 |

### 世帯数の変遷
国勢調査による世帯数の推移。
| 年                 | 世帯数 |
| ------------------ | ------ |
| 1995年（平成7年）  | 439    |
| 2000年（平成12年） | 453    |
| 2005年（平成17年） | 494    |
| 2010年（平成22年） | 494    |
| 2015年（平成27年） | 552    |
| 2020年（令和2年）  | 614    |

## 学区
市立小・中学校に通う場合、学区は以下の通りとなる（2024年11月時点）。
| 番地 | 小学校             | 中学校             |
| ---- | ------------------ | ------------------ |
| 全域 | 横浜市立根岸小学校 | 横浜市立根岸中学校 |

## 産業

### 事業所
2021年（令和3年）現在の経済センサス調査による事業所数と従業員数は以下の通りである。
| 町丁   | 事業所数 | 従業員数 |
| ------ | -------- | -------- |
| 坂下町 | 24事業所 | 203人    |

### 事業者数の変遷
経済センサスによる事業所数の推移。
| 年                 | 事業者数 |
| ------------------ | -------- |
| 2016年（平成28年） | 23       |
| 2021年（令和3年）  | 24       |

### 従業員数の変遷
経済センサスによる従業員数の推移。
| 年                 | 従業員数 |
| ------------------ | -------- |
| 2016年（平成28年） | 219      |
| 2021年（令和3年）  | 203      |

## 交通

### 鉄道
町内に駅はない。1912年（明治45年）から1972年（昭和47年）までは横浜市電が堀割川対岸の国道16号を走り、滝頭に停留所があった。最寄り駅はJR根岸線根岸駅であり、町内からは徒歩10～15分程度かかる。

### バス
町内から最寄りとなるのは以下の2つのバス停である。
- 坂下公園前
  - 唯一町内にあり、町内を通過するバス路線も下記3路線のみである。
    - 横浜市営バス 78系統・133系統・135系統
- 滝頭
  - 馬場町南端の先にある坂下橋の堀割川対岸にあり、根岸橋・坂下公園前の隣のバス停にあたる。横浜市営バス滝頭営業所前にあり、本数は多い。
    - 横浜市営バス 9系統・68系統・78系統・102系統・113系統・133系統・135系統・156系統・158系統・324系統(102系統の急行)・327系統(113系統の急行)・378系統(102系統深夜バスの書類上の系統番号)
    - 横浜京急バス 110系統

### 道路
- 根岸疎開道路
- 坂下疎開道路

## 施設
- 根岸住宅地区 - 在日米軍(海軍)の住宅地。
- 横浜坂下郵便局
- 海照寺 - 真言宗の仏教寺院。開かれた時期は不明であるが、江戸時代寛永年間には存在していたことが確認されている。
- 磯子霊園 - 海照寺の裏の斜面にある。
- 根岸坂下公園
- 坂下町内会館
- 特別養護老人ホーム ちくぶ坂下ホーム - 根岸公設市場・根岸集会所の跡地にある。

### かつて存在した施設
- 根岸公設市場 - 通称「根岸市場」。根岸疎開道路と坂下疎開道路が交差する地点にあった。現在も交差点に「市設市場前」の名前が残っている。
- 横浜市根岸集会所 - 根岸公設市場の2階にあった。
- 横浜耐火煉瓦 - 戦時中は軍需工場・捕虜収容所であった[20]。

## その他

### 日本郵便
- 郵便番号 : 235-0003[3]（集配局：磯子郵便局[21]）

### 警察
町内の警察の管轄区域は以下の通りである。
| 番・番地等 | 警察署     | 交番・駐在所 |
| ---------- | ---------- | ------------ |
| 全域       | 磯子警察署 | 根岸駅前交番 |